# 星际迷航：奇异新世界
《星际迷航：奇异新世界》（英語：Star Trek: Strange New Worlds）是由阿奇瓦·高斯曼、艾里克斯·库兹曼和珍妮·鲁梅特为串流媒体服务Paramount+创作的美国电视连续剧。它是第11部《星际迷航》系列，于2022年推出，是库兹曼扩展的《星际迷航》宇宙的一部分。作为《星际迷航：发现号》的衍生作品，它讲述了克里斯托弗·派克舰长和进取号星舰的船员在《星际旅行：初代》之前的十年间在银河系探索新世界的故事。
安森·蒙特、伊森·佩克和丽贝卡·罗米恩分别出演派克、斯波克和大副，这些角色都来自《初代》。这些演员在2019年的《发现号》第二季中出演过这些角色。在粉丝们的积极响应下，库兹曼表示有兴趣让他们继续出演衍生剧。电视剧的开发工作始于2020年3月，并于5月正式订购。主演、标题和创作团队得以确认，由戈德曼和亨利·阿隆索·迈尔斯（Henry Alonso Myers）担任节目统筹。杰斯·布什、克里斯蒂娜·庄、西莉亚·罗斯·古丁、梅丽莎·纳维亚、巴布斯·奥卢桑莫昆和布鲁斯·霍拉克随后加入了主演阵营。该剧由CBS工作室与Secret Hideout、Weed Road Pictures、H M R X Productions和Roddenberry Entertainment联合制作，拍摄工作在安大略省密西沙加市的CBS加拿大影棚进行。该剧的编导选择了回归传统的剧集式叙事方式，与《发现号》所使用的更现代的系列化叙事方式相比，更接近《原初系列》的风格。
《星際爭霸戰：奇異新世界》於2022年5月5日在Paramount+首播，其首季有10集，每周播放直至7月。第二季於2023年6月至8月間播出，第三季則於2023年3月宣布。由於2023年的美國編劇協會罷工，第三季的拍攝無限期延遲。該系列因其分集式敘事和演員陣容而獲得了積極的評價，並獲得了黃金時段艾美獎最佳音效剪輯提名以及其他多個獎項。

## 設定
《星際爭霸戰：奇異新世界》故事設定在原初系列的十年前，講述由克里斯多夫·派克艦長（安森·蒙特飾演）領導之下的企業號在這十年間的冒險故事。本劇以當代方式呈現了星艦系列過去慣用的分集式敘事方式，並在片頭時由蒙特朗誦以下旁白（與《原初系列》和《銀河飛龍》的開場旁白雷同）：
宇宙，人類的終極邊疆，這是星艦企業號的旅程，它的五年任務，就是要探索未知的新世界，
尋找新生命，以及新文明，勇敢地航向人類足跡從未踏至的領域。

（Space, the final frontier. These are the voyages of the starship Enterprise. Its five-year mission: to explore strange new worlds, to seek out new life and new civilizations, to boldly go where no one has gone before.）

## 集數
| 季數 | 集数 | 集数 | 上線日期      | 上線日期      |
| 季數 | 集数 | 集数 | 首映          | 季终          |
| ---- | ---- | ---- | ------------- | ------------- |
| 1    | 10   | 10   | 2022年5月5日  | 2022年7月7日  |
| 2    | 10   | 10   | 2023年6月15日 | 2023年8月10日 |

第一季（2022）

第二季（2023）

## 演員
- 安森·蒙特 飾演 克里斯多夫·派克

企業號艦長，在《星際爭霸戰：發現號》第二季故事中因故知曉了自己未來的悲慘命運，因而內心有所掙扎。
- 伊森·佩克 飾演 史巴克

半瓦肯、半人類，企業號的科學官。
- 潔絲·布希 飾演 克莉絲汀·查波

企業號護理師，與史巴克互有情愫，曾參與克林貢-聯邦戰爭。
- 克里斯蒂娜·鍾 飾演 拉昂·努寧·辛格

企業號的新安全官，年幼時家人均被類蜥蜴物種葛恩人殺害，祖先為原初系列的反派可汗·努寧·辛格。
- Celia Rose Gooding 飾演 娜尤塔·烏胡拉

被指派到企業號的星艦學院學員，專長為語言學。
- Melissa Navia 飾演 艾瑞卡·歐提加斯

企業號的舵手。
- Babs Olusanmokun 飾演 喬瑟夫·莫賓格

企業號的首席醫官，在艦上秘密治療自己患有絕症的女兒，曾參與克林貢-聯邦戰爭。
- Bruce Horak 飾演 漢默

企業號的首席輪機長，為安多利星的第二大人種安娜爾人，該人種天生眼盲，但具有極強的心靈感應能力。演員Horak本人亦為失明者，是星艦系列第一位常駐失明者演員。
- 麗貝卡·羅梅恩 飾演 烏娜·欽·萊利/大副

企業號的大副，在原初系列中僅被稱呼為大副，但在部分非正史的星艦系列小說被命名為烏娜·欽·萊利，本作正式將此名字正史化。因星際聯邦禁止智慧生命基因改造，因而隱藏自身伊利里安人的身分。